# 阿福爾登湖

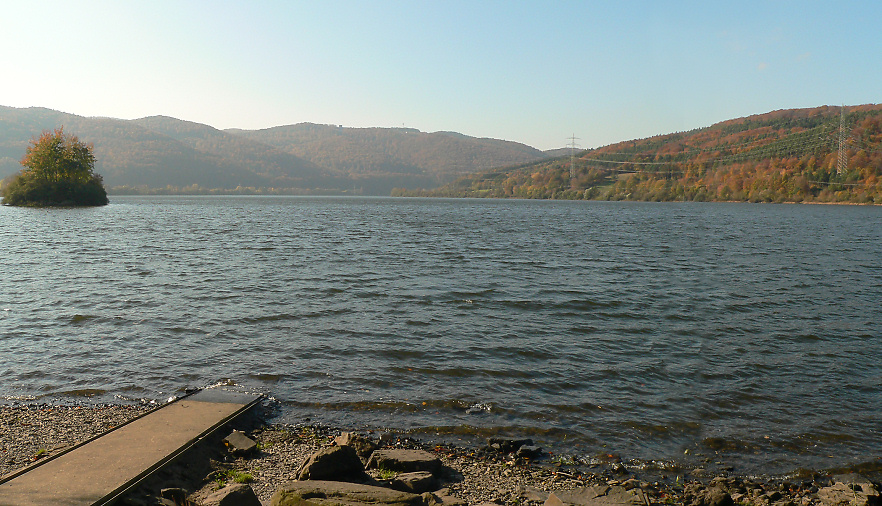

51°9′40″N 9°4′0″E / 51.16111°N 9.06667°E
阿福爾登湖（德語：Affolderner See），是德國的水庫，位於該國西北部，由卡塞爾行政區負責管轄，處於瓦爾代克-弗蘭肯貝格縣，長3公里、寬0.85公里，面積1.65平方公里，海拔高度204米。